# Памятник соловецким юнгам (Соловецкий)
Памятник соловецким юнгам — памятник на Большом Соловецком острове в посёлке сельского типа Соловецкий Архангельской области. Посвящён воспитанникам Соловецкого учебного отряда Северного флота и школы юнг, погибшим в годы Великой Отечественной войны. Открыт в 1972 году.

## История
Летом 1972 года на Соловках состоялась первая встреча выпускников Соловецкой школы юнг, приуроченная к 30-летию её основания. В ходе встречи ветераны школы приняли решение установить на Большом Соловецком острове памятник юнгам. Эскиз памятника разработали сами ветераны Соловецкой школы юнг, они же собрали средства на его возведение. Монумент, воздвигнутый рядом со стеной Соловецкого монастыря неподалёку от Никольской башни, стал первым на территории СССР памятником соловецким юнгам.
С 1972 года встреча на Соловках выпускников Соловецкой школы юнг стала традиционной и проводится каждые 5 лет. Ветераны школы возлагают к обелиску цветы и венки в память о павших в годы войны товарищах.

## Описание
Памятник юнгам на Большом Соловецком острове представляет собой обелиск, в центральной части которого закреплён литой знак школы юнг — бегущий под парусом корабль, который обрамлён снизу якорем, сверху — лентой с надписью: «1942 — школа юнг — 1972». Знак подвешен к Военно-морскому флагу СССР.
В верхней части монумента прикреплена металлическая табличка с посвящением: «Воспитанникам Соловецкого учебного отряда СФ и школы юнгов ВМФ, погибшим в годы Великой Отечественной войны 1941—1945 гг». Справа от таблички — русский православный крест.
У подножия обелиска лежит разлапистый цельнокованый якорь. Площадка вокруг памятника огорожена якорными цепями на бетонных столбиках.